# Yvonne Farrell
Yvonne Farrell (Tullamore, 1951) é uma arquiteta irlandesa. Ela é co-fundadora da Grafton Architects, que ganhou o prêmio World Building of the Year em 2008, por seu edifício da Universidade Bocconi em Milão. A prática ganhou o Prêmio Internacional RIBA inaugural em 2016 por seu edifício da Universidad de Ingeniería y Tecnología em Lima, Peru, e recebeu a Medalha de Ouro Real em 2020. Em 2017, ela foi nomeada, juntamente com Shelley McNamara, como curadora da 16ª Bienal de Arquitetura de Veneza em 2018. Ela ganhou o Prêmio Pritzker de Arquitetura em 2020, juntamente com McNamara.